# Nerthra stygica
Nerthra stygica är en insektsart som beskrevs av Thomas Say 1832. Nerthra stygica ingår i släktet Nerthra och familjen Gelastocoridae. Inga underarter finns listade i Catalogue of Life.